# Stowarzyszenie Huta Pieniacka
Stowarzyszenie Huta Pieniacka – polska społeczna organizacja pozarządowa z siedzibą we Wschowie, zajmująca się kultywowaniem pamięci o ofiarach ludobójstw dokonanych podczas II wojny światowej na Kresach Wschodnich, w szczególności zaś pomordowanych w Zbrodni w Hucie Pieniackiej 28 lutego 1944 (akcji pacyfikacyjnej polskiej ludności w Hucie Pieniackiej, w wyniku której śmierć poniosło około 850 osób).

## Początki działalności

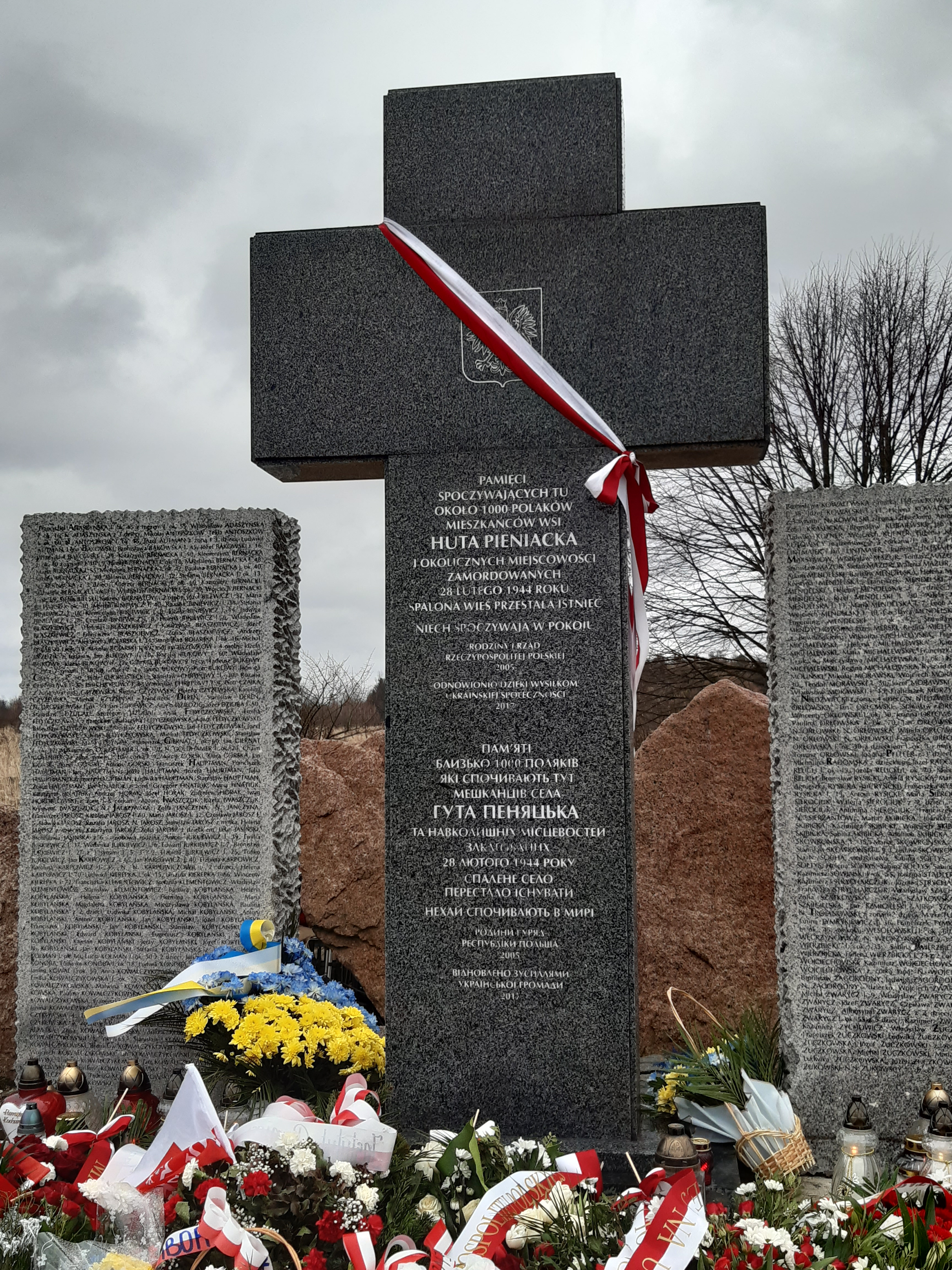
Pomnik Polaków pomordowanych w Hucie Pieniackiej

W 2005 r. staraniem bliskich ofiar Zbrodni w Hucie Pieniackiej oraz Rady Ochrony Pamięci Walk i Męczeństwa na miejscu tragedii z 28 lutego 1944 stanął pomnik upamiętniający pomordowanych. Wydarzenie to było okazją do głębszej integracji środowiska rodzin ofiar.
W 2008 Stowarzyszenie Huta Pieniacka zostało zarejestrowane i rozpoczęło oficjalną działalność.

## Cele statutowe
Do głównych zadań Stowarzyszenia należy organizacja obchodów rocznicy Zbrodni w Hucie Pieniackiej (odbywają się one w Hucie Pieniackiej i Wschowa), konferencji naukowych, przedsięwzięć edukacyjnych, a także wsparcia finansowego dla młodzieży z Ukrainy. Ponadto z inicjatywy Stowarzyszenia podjęta została też akcja renowacji cmentarza w Hucie Pieniackiej.
Stowarzyszenie jest również, w porozumieniu z Stowarzyszeniem Międzynarodowy Motocyklowy Rajd Katyński organizatorem zjazdów motocyklowych odbywających się w miejscu wyludnionej wsi Huta Pieniacka. W ramach swej działalności Stowarzyszenie spiera finansowo młodzież ze szkoły w Hołubicy oraz polskie i ukraińskie rodziny.
Prezesem Stowarzyszenia jest Małgorzata Gośniowska-Kola.

## Odznaczenia i nagrody
- Nagroda Kustosz Pamięci Narodowej z 2018 r[7].